# 布里萨尔特
布里萨尔特（法語：Brissarthe，法語發音：[bʁisaʁt] ⓘ）是法国曼恩-卢瓦尔省的一个旧市镇，属于瑟格雷区。2015年12月15日，布里萨尔特和相邻的其它6个市镇合并为新市镇莱欧当茹（Les Hauts d'Anjou）。

## 地理
布里萨尔特（47°42'3"N, 0°27'1"W）面积16.99 平方千米，位于法国卢瓦尔河地区大区曼恩-卢瓦尔省，该省份为法国西部内陆省份，大致对应安茹地区，北起顺时针与马耶讷省、萨尔特省、安德尔-卢瓦尔省、维埃纳省、德塞夫勒省、旺代省、大西洋卢瓦尔省和伊勒-维莱讷省接壤。
与布里萨尔特接壤的市镇（或旧市镇、城区）包括：萨尔特河畔新堡、孔蒂涅、多姆赖、埃特里谢、萨尔特河畔莫拉讷。

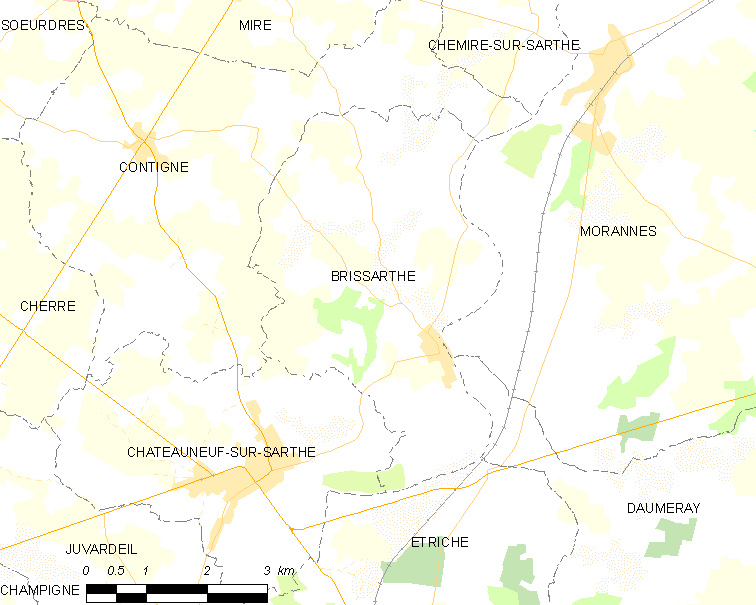
布里萨尔特的OSM定位图

布里萨尔特的时区为UTC+01:00、UTC+02:00（夏令时）。

## 行政
布里萨尔特的邮政编码为49330，INSEE市镇编码为49051。

## 政治
布里萨尔特所属的省级选区为蒂耶尔塞县。

## 人口

1962-2008年间布里萨尔特人口变化图示

布里萨尔特于2018年1月1日时的人口数量为630人。